# Портис, Бобби
Бобби Портис-младший (англ. Bobby Portis Jr.; родился 10 февраля 1995 в Литл-Роке, Арканзас, США) — американский баскетболист, выступающей в клубе НБА «Милуоки Бакс» на позициях тяжелого форварда и центрового. Был выбран на драфте НБА 2015 под общим 22-м номером командой «Чикаго Буллз»

## Карьера

### Школа
Портис играл за школу в Литл-Роке, своём родном городе. Он считался перспективным баскетболистом: Бобби был приглашён на матч всех звёзд McDonald’s, был включён в символическую сборную журнала  Parade, а также удостоился звания Мистер Баскетбол Арканзаса в 2013 году.

### Колледж
В первом сезоне в колледже Портис набирал в среднем за игру 12,3 очка, 6,8 подбора и 1,6 блок-шота. Он был включён в сборную новичков и вторую символическую сборную Юго-Восточной конференции. Следующий сезон выдался для Бобби удачным: с 17,5 очками и 8,9 подборами в среднем за игру, он стал баскетболистом года Юго-Восточной конференции и вошёл во вторую всеамериканскую символическую сборную студентов. Ожидалось, что на драфте НБА Портиса выберут в первом раунде.

### Карьера в НБА

#### Чикаго Буллз (2015—2019)
25 июня 2015 года «Чикаго Буллз» выбрали Портиса на драфте под общим 22-м номером. В дебютном матче в НБА 3 ноября он набрал 10 очков, но не помог своей команде обыграть «Шарлотт Хорнетс». 19 декабря в поединке с «Нью-Йорк Никс» молодой Портис записал на свой счёт 20 очков и 11 подборов. В сезоне 2016/17 баскетболист принял участие в 64 встречах (13 из них — в стартовом составе), набирая в среднем чуть больше 6 очков за игру, а «Буллз» вышли в плей-офф. В первой игре серии с «Бостон Селтикс» Бобби внёс вклад в победу «быков», добавив в копилку клуба 19 очков. Однако в следующих матчах Портис выступал не так удачно, а его команда в итоге проиграла 2:4.
17 октября 2017 года на тренировке Портис подрался с одноклубником Николой Миротичем На следующий день руководство команды объявило, что отлучает Бобби от 8 следующих игр. 22 февраля 2018 в поединке с «Филадельфией» он набрал рекордные для себя 38 очков.
Начало сезона 2018/19 омрачилось для форварда несколькими травмами , а 6 февраля он вместе с Джабари Паркером был отправлен в «Вашингтон Уизардс» в обмен на Отто Портера.

#### Вашингтон Уизардс (2019)
8 февраля в дебютном матче за новый клуб Портис набрал 30 очков. В 28 играх за «Уизардс» он набирал в среднем 14,3 очка за игру.

#### Нью-Йорк Никс (2019—2020)
Летом 2019 года Портис подписал контракт с «Нью-Йорком», однако в ноябре следующего года покинул команду и присоединился к «Милуоки Бакс».

#### Милуоки Бакс (2020—настоящее время)

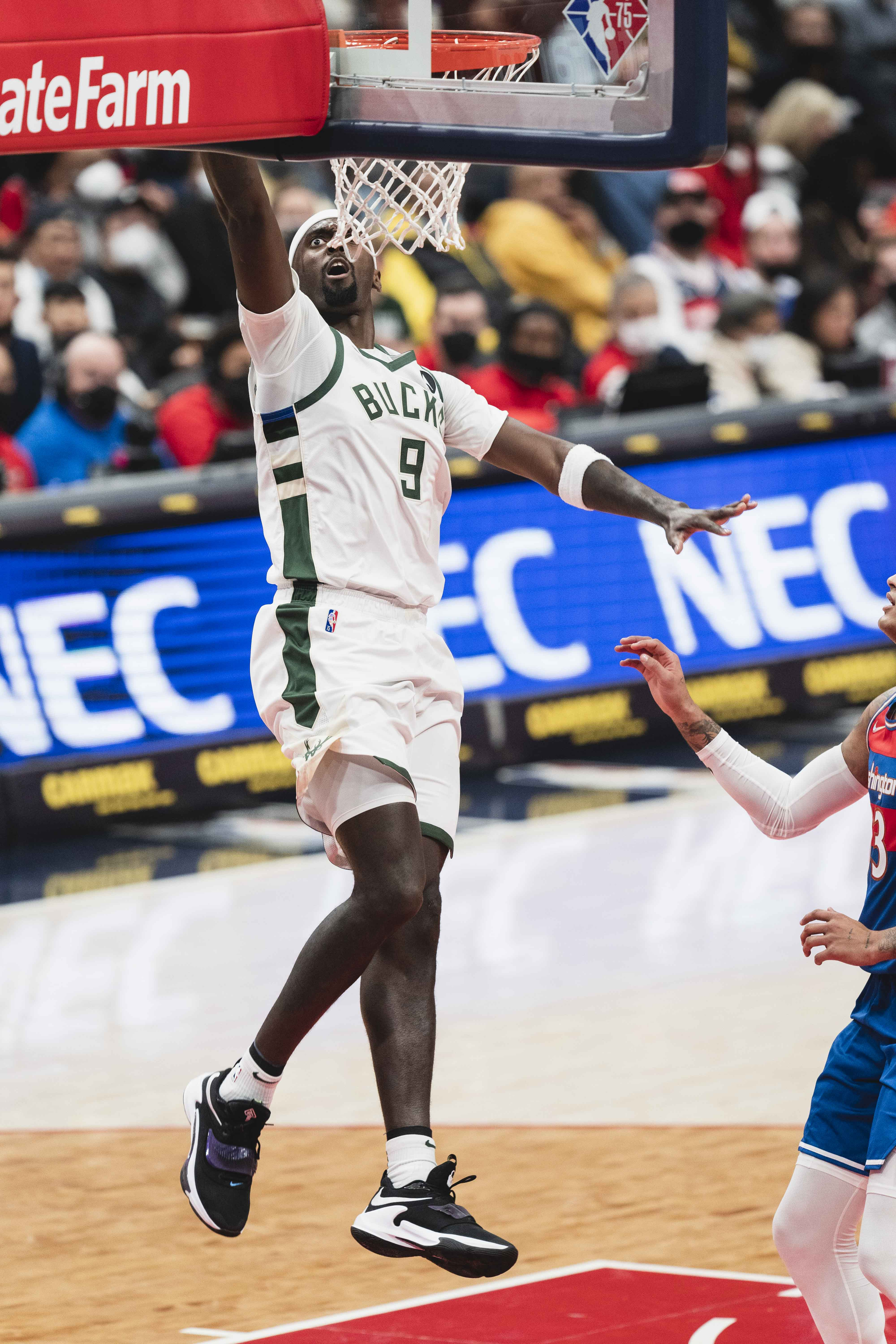
Портис в игре за «Милуоки» в 2021 году

В плей-офф НБА 2021 Портис был важной частью ротации «Бакс», эффективно выходя со скамейки запасных. В пятой игре финала конференции против «Атланты» не смог принять участие Яннис Адетокунбо и вместо него в основном составе появился Бобби, который за 36 минут набрал 22 очка, 8 подборов, отдал 3 передачи и совершил 3 перехвата. «Милуоки» в той встрече добились победы. Обыграв «ястребов», «Бакс» вышли в финал НБА, где в шести матчах одолели «Финикс Санз». В решающей игре Портис набрал 16 очков.
В межсезонье баскетболист заключил новый двухлетний контракт с «Бакс» на сумму 9 миллионов долларов с опцией игрока. В большинстве встреч сезона 2021/22 Портис был стартовым центровым «Милуоки» из-за травмы Брука Лопеса, набирая в среднем 14,6 очков и 9,1 подбора.
20 февраля 2025 года Портис был дисквалифицирован на 25 игр за положительный тест на запрещенное вещество трамадол. 8 апреля, в своей первой игре после дисквалификации, Портис сыграл ключевую роль в победе над «Миннесотой Тимбервулвз», в которой «Милуоки» отставали на 24 очка в 4-й четверти, набрав 18 очков и взяв 10 подборов. 22 апреля, в первом раунде плей-офф, Портис сделал дабл-дабл из 28 очков и 12 подборов во втором матче против «Индианы Пэйсерс» (115:123).
30 июня 2025 года стало известно, что Портис и «Бакс» договорились о новом трехлетнем контракте на 44 миллиона долларов с опцией игрока на сезон 2027/28.

## Статистика

### Статистика в НБА
| Сезон                                                                                    | Команда   | Регулярный сезон | Регулярный сезон | Регулярный сезон | Регулярный сезон | Регулярный сезон | Регулярный сезон | Регулярный сезон | Регулярный сезон | Регулярный сезон | Регулярный сезон | Регулярный сезон | Серия плей-офф | Серия плей-офф | Серия плей-офф | Серия плей-офф | Серия плей-офф | Серия плей-офф | Серия плей-офф | Серия плей-офф | Серия плей-офф | Серия плей-офф | Серия плей-офф |
| Сезон                                                                                    | Команда   | GP               | GS               | MPG              | FG%              | 3P%              | FT%              | RPG              | APG              | SPG              | BPG              | PPG              | GP             | GS             | MPG            | FG%            | 3P%            | FT%            | RPG            | APG            | SPG            | BPG            | PPG            |
| ---------------------------------------------------------------------------------------- | --------- | ---------------- | ---------------- | ---------------- | ---------------- | ---------------- | ---------------- | ---------------- | ---------------- | ---------------- | ---------------- | ---------------- | -------------- | -------------- | -------------- | -------------- | -------------- | -------------- | -------------- | -------------- | -------------- | -------------- | -------------- |
| 2015/16                                                                                  | Чикаго    | 62               | 4                | 17,8             | 42,7             | 30,8             | 72,7             | 5,4              | 0,8              | 0,4              | 0,4              | 7,0              | Не участвовал  | Не участвовал  | Не участвовал  | Не участвовал  | Не участвовал  | Не участвовал  | Не участвовал  | Не участвовал  | Не участвовал  | Не участвовал  | Не участвовал  |
| 2016/17                                                                                  | Чикаго    | 64               | 13               | 15,6             | 48,8             | 33,3             | 66,1             | 4,6              | 0,5              | 0,3              | 0,2              | 6,8              | 6              | 0              | 20,1           | 51,5           | 46,2           | -              | 6,0            | 1,2            | 0,5            | 0,5            | 6,7            |
| 2017/18                                                                                  | Чикаго    | 73               | 4                | 22,5             | 47,1             | 35,9             | 76,9             | 6,8              | 1,7              | 0,7              | 0,3              | 13,2             | Не участвовал  | Не участвовал  | Не участвовал  | Не участвовал  | Не участвовал  | Не участвовал  | Не участвовал  | Не участвовал  | Не участвовал  | Не участвовал  | Не участвовал  |
| 2018/19                                                                                  | Чикаго    | 22               | 6                | 24,1             | 45,0             | 37,5             | 78,0             | 7,3              | 1,3              | 0,5              | 0,4              | 14,1             | Не участвовал  | Не участвовал  | Не участвовал  | Не участвовал  | Не участвовал  | Не участвовал  | Не участвовал  | Не участвовал  | Не участвовал  | Не участвовал  | Не участвовал  |
| 2018/19                                                                                  | Вашингтон | 28               | 22               | 27,4             | 44,0             | 40,3             | 80,9             | 8,6              | 1,5              | 0,9              | 0,4              | 14,3             | Не участвовал  | Не участвовал  | Не участвовал  | Не участвовал  | Не участвовал  | Не участвовал  | Не участвовал  | Не участвовал  | Не участвовал  | Не участвовал  | Не участвовал  |
| 2019/20                                                                                  | Нью-Йорк  | 66               | 5                | 21,1             | 45,0             | 35,8             | 76,3             | 5,1              | 1,5              | 0,5              | 0,3              | 10,1             | Не участвовал  | Не участвовал  | Не участвовал  | Не участвовал  | Не участвовал  | Не участвовал  | Не участвовал  | Не участвовал  | Не участвовал  | Не участвовал  | Не участвовал  |
| 2020/21                                                                                  | Милуоки   | 66               | 7                | 20,8             | 52,3             | 47,1             | 74,0             | 7,1              | 1,1              | 0,8              | 0,4              | 11,4             | 20             | 2              | 18,3           | 46,4           | 34,6           | 72,0           | 5,0            | 0,6            | 0,7            | 0,4            | 8,8            |
| 2021/22                                                                                  | Милуоки   | 72               | 59               | 28,2             | 47,9             | 39,3             | 75,2             | 9,1              | 1,2              | 0,7              | 0,7              | 14,6             | 12             | 5              | 24,8           | 41,7           | 29,8           | 77,3           | 10,0           | 0,8            | 0,4            | 0,3            | 10,6           |
| 2022/23                                                                                  | Милуоки   | 70               | 22               | 26,0             | 49,6             | 37,0             | 76,8             | 9,6              | 1,5              | 0,4              | 0,2              | 14,1             | 5              | 2              | 21,5           | 48,8           | 27,8           | 100,0          | 8,2            | 1,2            | 0,6            | 0,4            | 9,6            |
| 2023/24                                                                                  | Милуоки   | 82               | 4                | 24,5             | 50,8             | 40,7             | 79,0             | 7,4              | 1,3              | 0,8              | 0,4              | 13,8             | 6              | 6              | 31,2           | 48,4           | 25,0           | 61,5           | 11,3           | 1,0            | 0,5            | 0,2            | 16,5           |
|                                                                                          | Всего     | 605              | 146              | 22,6             | 47,9             | 38,5             | 75,9             | 7,1              | 1,2              | 0,6              | 0,4              | 11,8             | 49             | 15             | 22,0           | 46,2           | 32,4           | 73,0           | 7,4            | 0,8            | 0,6            | 0,3            | 10,0           |
| Наведите курсор мыши на аббревиатуры в заголовке таблицы, чтобы прочесть их расшифровку. |           |                  |                  |                  |                  |                  |                  |                  |                  |                  |                  |                  |                |                |                |                |                |                |                |                |                |                |                |

### Статистика в Джи-Лиге
| Сезон                                                                                    | Команда          | Регулярный сезон | Регулярный сезон | Регулярный сезон | Регулярный сезон | Регулярный сезон | Регулярный сезон | Регулярный сезон | Регулярный сезон | Регулярный сезон | Регулярный сезон | Регулярный сезон | Серия плей-офф | Серия плей-офф | Серия плей-офф | Серия плей-офф | Серия плей-офф | Серия плей-офф | Серия плей-офф | Серия плей-офф | Серия плей-офф | Серия плей-офф | Серия плей-офф |
| Сезон                                                                                    | Команда          | GP               | GS               | MPG              | FG%              | 3P%              | FT%              | RPG              | APG              | SPG              | BPG              | PPG              | GP             | GS             | MPG            | FG%            | 3P%            | FT%            | RPG            | APG            | SPG            | BPG            | PPG            |
| ---------------------------------------------------------------------------------------- | ---------------- | ---------------- | ---------------- | ---------------- | ---------------- | ---------------- | ---------------- | ---------------- | ---------------- | ---------------- | ---------------- | ---------------- | -------------- | -------------- | -------------- | -------------- | -------------- | -------------- | -------------- | -------------- | -------------- | -------------- | -------------- |
| 2016/17                                                                                  | Винди-Сити Буллз | 1                | 1                | 38,6             | 50,0             | 25,0             | 87,5             | 9,0              | 3,0              | 1,0              | 3,0              | 32,0             | Не участвовал  | Не участвовал  | Не участвовал  | Не участвовал  | Не участвовал  | Не участвовал  | Не участвовал  | Не участвовал  | Не участвовал  | Не участвовал  | Не участвовал  |
|                                                                                          | Всего            | 1                | 1                | 38,6             | 50,0             | 25,0             | 87,5             | 9,0              | 3,0              | 1,0              | 3,0              | 32,0             | Не участвовал  | Не участвовал  | Не участвовал  | Не участвовал  | Не участвовал  | Не участвовал  | Не участвовал  | Не участвовал  | Не участвовал  | Не участвовал  | Не участвовал  |
| Наведите курсор мыши на аббревиатуры в заголовке таблицы, чтобы прочесть их расшифровку. |                  |                  |                  |                  |                  |                  |                  |                  |                  |                  |                  |                  |                |                |                |                |                |                |                |                |                |                |                |

### Статистика в NCAA
| Сезон | Команда  | Conf  | Class | GP | GS | MPG  | FG%  | 3P%  | FT%  | RPG | APG | SPG | BPG | PPG  |
| --- | -------- | ----- | ----- | -- | -- | ---- | ---- | ---- | ---- | --- | --- | --- | --- | ---- |
| 2013/14 | Арканзас | SEC   | FR    | 34 | 34 | 27,0 | 50,9 | 27,3 | 73,7 | 6,8 | 1,5 | 1,0 | 1,6 | 12,3 |
| 2014/15 | Арканзас | SEC   | SO    | 36 | 36 | 29,9 | 53,6 | 46,7 | 73,7 | 8,9 | 1,2 | 1,1 | 1,4 | 17,5 |
| Всего | Всего    | Всего | Всего | 70 | 70 | 28,5 | 52,6 | 36,5 | 73,7 | 7,9 | 1,3 | 1,1 | 1,5 | 15,0 |
| Наведите курсор мыши на аббревиатуры в заголовке таблицы, чтобы прочесть их расшифровку Статистика приведена с сайта sports-reference.com |          |       |       |    |    |      |      |      |      |     |     |     |     |      |